# Doris Lloyd
Doris Lloyd est une actrice anglaise, de son nom complet Hessy Doris Lloyd, née le 3 juillet 1896 à Liverpool (Angleterre, Royaume-Uni), morte le 21 mai 1968 à Santa Barbara (Californie, États-Unis).

## Biographie
Installée aux États-Unis, Doris Lloyd débute au théâtre à Broadway (New York) en 1916, contribuant à neuf revues — dont plusieurs des Ziegfeld Follies — et une comédie musicale, jusqu'en 1925. Elle revient à Broadway une dernière fois en 1948, dans la pièce Un inspecteur vous demande.
Au cinéma, elle apparaît dans 177 films américains (d'après l'IMDB) entre 1920 et 1967, dont 16 films muets, interprétant souvent des petits rôles de caractère (non crédités pour un bon nombre). Son avant-dernier rôle est celui de la Baronne Ebberfeld, dans le film musical La Mélodie du bonheur (1965).
À la télévision, Doris Lloyd participe à 22 séries de 1953 à 1965.

## Théâtre (à Broadway)
Revues, sauf mention contraire
- 1916-1917 : The Show of Wonders, musique de Sigmund Romberg, Otto Motzan et Herman Timberg, lyrics et livret d'Harold Atteridge
- 1917 : His Little Widows, comédie musicale, musique de William Schroeder, lyrics et livret de Rida Johnson Young et William Carey Duncan
- 1917 : Ziegfeld Follies of 1917, production de Florenz Ziegfeld, musique de Raymond Hubbell, Dave Stamper et Victor Herbert, lyrics et livret de Gene Buck et George V. Hobart, avec Fanny Brice, Eddie Cantor, W. C. Fields, Will Rogers
- 1920 : Frivolities of 1920, musique et lyrics de William B. Friedlander, livret et mise en scène de William Anthony McGuire
- 1920 : Cinderella on Broadway, musique de Bert Grant, lyrics et livret d'Harold Atteridge
- 1920-1921 : The Century Revue, musique de Jean Schwartz, lyrics d'Alfred Bryan, livret d'Howard Emmett Rogers
- 1921 : Ziegfeld Follies of 1921, production de Florenz Ziegfeld, musique de Victor Herbert, Rudolf Friml et Dave Stamper, lyrics de Gene Buck et B.G. DeSylva, livret de Channing Pollock, Willard Mack et Ralph Spence, avec Fanny Brice, W. C. Fields
- 1922-1923 : Ziegfeld Follies of 1922, production de Florenz Ziegfeld, musique de Victor Herbert, Louis A. Hirsch et Dave Stamper, lyrics et livret de Ring Larner, Gene Buck et Ralph Spence, avec Will Rogers
- 1924-1925 : Ziegfeld Follies of 1924, production de Florenz Ziegfeld, musique de Victor Herbert, Raymond Hubbell, Dave Stamper, Harry Tierney et Albert Szirmai, lyrics de Gene Buck et Joseph McCarthy, livret de William Anthony McGuire et Will Rogers, costumes de Charles Le Maire, avec Will Rogers
- 1925 : Ziegfeld Follies of 1925, production de Florenz Ziegfeld, musique de Raymond Hubbell, Dave Stamper et Werner Janssen, lyrics de Gene Buck, sketches de J.P. McEvoy, W. C. Fields et Will Rogers, avec Louise Brooks, W.C. Fields, Will Rogers
- 1948 : Un inspecteur vous demande (An Inspector calls), pièce de John Boynton Priestley, mise en scène de Cedric Hardwicke, avec Thomas Mitchell, Melville Cooper, John Merivale

## Filmographie partielle

### Au cinéma
- 1925 : Sa vie (The Lady), de Frank Borzage
- 1926 : Exit Smiling de Sam Taylor
- 1926 : The Midnight Kiss d'Irving Cummings
- 1926 : L'Oiseau noir (The Blackbird) de Tod Browning
- 1927 : The Auctioneer d'Alfred E. Green
- 1927 : Two Girls Wanted d'Alfred E. Green
- 1927 : Rich But Honest d'Albert Ray et Horace Hough
- 1927 : Non ! Pas possible ? (Is Zat So?) d'Alfred E. Green
- 1928 : La Piste de 98 (The Trail of '98) de Clarence Brown
- 1929 : Disraeli de Alfred E. Green
- 1929 : The Careless Age de John Griffith Wray
- 1930 : Sarah et son fils (Sarah and Son) de Dorothy Arzner
- 1930 : Way for a Sailor de Sam Wood
- 1930 : Reno de George Crone
- 1930 : Charley's Aunt (en) d'Al Christie
- 1931 : Waterloo Bridge de James Whale
- 1931 : Transgression de Herbert Brenon
- 1931 : The Bachelor Father de Robert Z. Leonard
- 1932 : Histoire d'un amour (Back Street) de John M. Stahl
- 1932 : Tarzan, l'homme singe (Tarzan the Ape Man) de W. S. Van Dyke
- 1932 : Payment Deferred de Lothar Mendes
- 1932 : L'Adieu aux armes (A Farewell to Arms) de Frank Borzage
- 1933 : Secrets (titre original) de Frank Borzage

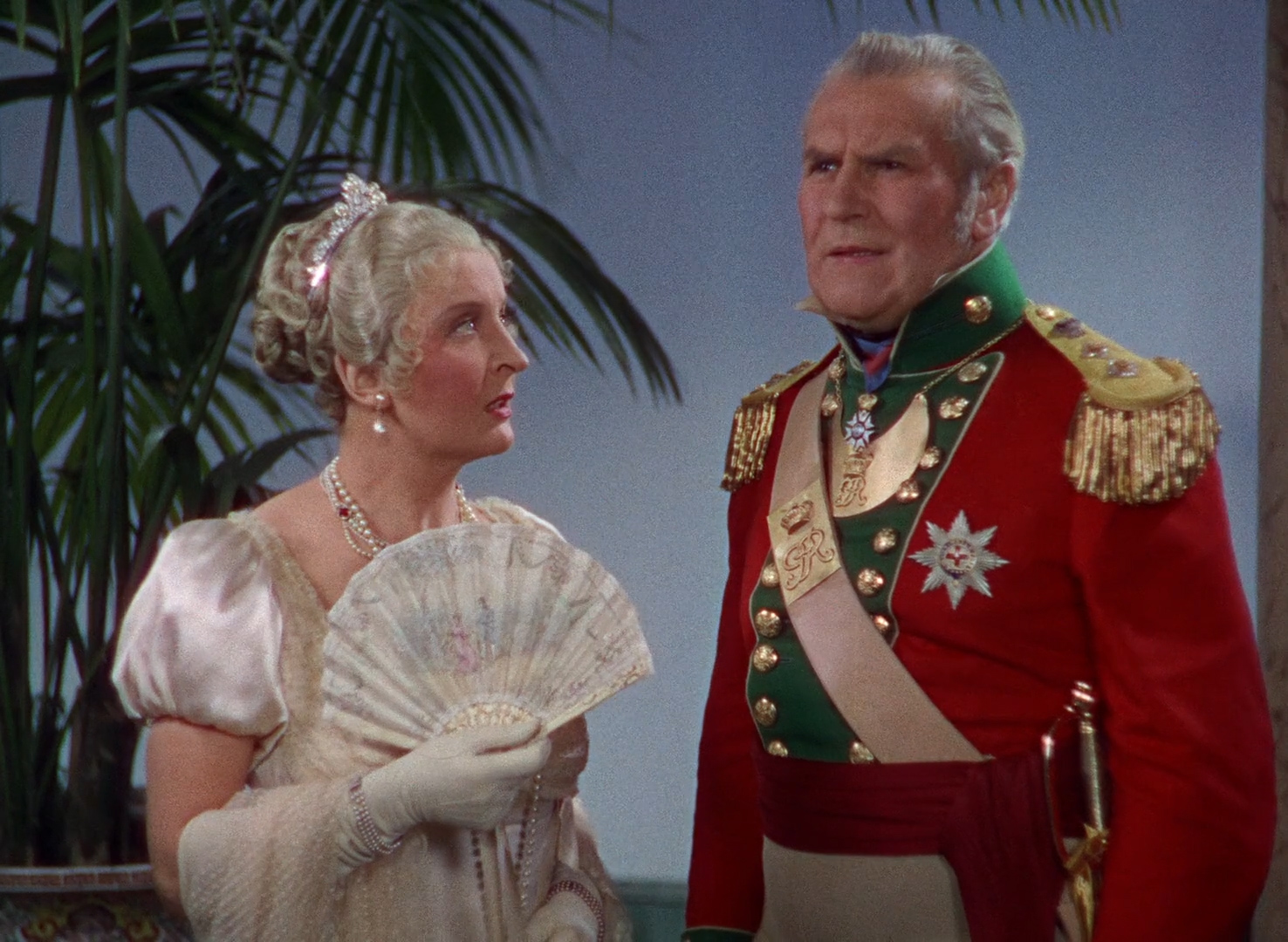
Avec Charles Richman, dans Becky Sharp (1935)

- 1933 : A Study in Scarlet d'Edwin L. Marin
- 1933 : Oliver Twist de William J. Cowen
- 1933 : Peg de mon cœur (Peg o' My Heart) de Robert Z. Leonard
- 1933 : Voltaire de John G. Adolfi
- 1934 : Long Lost Father d'Ernest B. Schoedsack
- 1934 : Fascination (Glamour) de William Wyler
- 1934 : Strange Wives de Richard Thorpe
- 1935 : Le Conquérant des Indes (Clive of India) de Richard Boleslawski
- 1935 : Becky Sharp de Rouben Mamoulian et Lowell Sherman
- 1935 : Les Révoltés du Bounty (Mutiny on the Bounty) de Frank Lloyd
- 1935 : Un bienfait dangereux (Kind Lady) de George B. Seitz
- 1935 : La Dame en rouge (The Woman in Red) de Robert Florey
- 1935 : Peter Ibbetson d'Henry Hathaway
- 1935 : The Perfect Gentleman de Tim Whelan
- 1935 : Une plume à son chapeau (A Feather in Her Hat) d'Alfred Santell
- 1936 : Enfants abandonnés (Too Many Parents) de Robert F. McGowan
- 1936 : Don't Get Personal de William Nigh
- 1936 : Révolte à Dublin (The Plough and the Stars) de John Ford
- 1936 : En suivant la flotte (Follow the Fleet) de Mark Sandrich
- 1936 : Marie Stuart (Mary of Scotland) de John Ford
- 1937 : Le Roi sans couronne (The King without a Crown) de Jacques Tourneur (court métrage)
- 1937 : Cette nuit est notre nuit (Tovarich) d'Anatole Litvak
- 1937 : L'Île du diable (Alcatraz Island), de William C. McGann
- 1937 : Michel Strogoff ( The Soldier and the Lady) de George Nichols Jr.
- 1938 : Port of Seven Seas de James Whale
- 1938 : Barreaux blancs (Lord Jeff) de Sam Wood
- 1939 : Les Petites Pestes (The Under-Pup) de Richard Wallace
- 1939 : Barricade (en) (titre original) de Gregory Ratoff
- 1939 : Je suis un criminel (They made me a Criminal) de Busby Berkeley
- 1939 : La Vieille Fille (The Old Maid) d'Edmund Goulding
- 1939 : Intermezzo ou La Rançon du bonheur (Intermezzo : A Love Story) de Gregory Ratoff
- 1939 : Premier Amour (First Love) de Henry Koster
- 1939 : La Vie privée d'Élisabeth d'Angleterre (The Private Lives of Elizabeth and Essex) de Michael Curtiz
- 1939 : Nous ne sommes pas seuls (We are not alone) d'Edmund Goulding
- 1940 : L'Angoisse d'une nuit (Vigil in the Night), de George Stevens
- 1940 : Voyage sans retour ('Till we meet again) d'Edmund Goulding et Anatole Litvak
- 1940 : The Boys from Syracuse d'A. Edward Sutherland
- 1940 : La Lettre (The Letter) de William Wyler
- 1941 : Docteur Jekyll et M. Hyde (Dr Jekyll and Mr. Hyde) de Victor Fleming
- 1941 : Shining Victory d'Irving Rapper
- 1941 : Le Grand Mensonge (The Great Lie) d'Edmund Goulding
- 1941 : Rendez-vous d'amour (Appointment for Love) de William A. Seiter
- 1941 : Soupçons (Suspicion) d'Alfred Hitchcock
- 1941 : Le Loup-garou (The Wolf Man) de George Waggner
- 1942 : Âmes rebelles (This Above All) d'Anatole Litvak
- 1942 : Le Spectre de Frankenstein (The Ghost of Frankenstein) d'Erle C. Kenton
- 1942 : Night Monster de Ford Beebe
- 1943 : Tessa, la nymphe au cœur fidèle (The Constant Nymph) d'Edmund Goulding
- 1943 : Frankenstein rencontre le loup-garou (Frankenstein meets the Wolf Man) de Roy William Neill
- 1943 : Rencontre à Londres (Two Tickets to London) d'Edwin L. Marin
- 1943 : Mission à Moscou (Mission to Moscow) de Michael Curtiz
- 1944 : Jack l'Éventreur (The Lodger) de John Brahm
- 1944 : La Revanche de l'homme invisible (The Invisible Man's Revenge) de Ford Beebe
- 1944 : Les Mains qui tuent (Phantom Lady) de Robert Siodmak
- 1944 : Hollywood Parade (Follow the Boys) d'A. Edward Sutherland
- 1944 : Les Blanches Falaises de Douvres (The White Cliffs of Dover) de Clarence Brown
- 1944 : Les Conspirateurs (The Conspirators) de Jean Negulesco
- 1945 : Le Calvaire de Julia Ross (My Name Is Julia Ross) de Joseph H. Lewis
- 1945 : Molly and Me de Lewis Seiler
- 1945 : La Maison de la peur (The House of Fear) de Roy William Neill
- 1945 : La Duchesse des bas-fonds (Kitty) de Mitchell Leisen
- 1945 : L'Aventurière de San Francisco (Allotment Wives) de William Nigh
- 1946 : À chacun son destin (To each his Own) de Mitchell Leisen
- 1946 : L'Emprise (Of Human Bondage), d'Edmund Goulding
- 1946 : Tarzan et la femme léopard (Tarzan and the Leopard Woman) de Kurt Neumann
- 1946 : La Vie passionnée des sœurs Brontë (Devotion) de Curtis Bernhardt
- 1946 : Three Strangers de Jean Negulesco
- 1946 : Féerie à Mexico (Holiday in Mexico) de George Sidney
- 1946 : Le Roman d'Al Jolson (The Jolson Story) d'Alfred E. Green
- 1947 : Suprême aveu (The Imperfect Lady) de Lewis Allen
- 1947 : La Vie secrète de Walter Mitty (The Secret Life of Walter Mitty) de Norman Z. McLeod
- 1948 : Le Signe du Bélier (The Sign of the Ram) de John Sturges
- 1949 : Le Défi de Lassie (Challenge to Lassie) de Richard Thorpe
- 1949 : Le Danube rouge (The Red Danube) de George Sidney
- 1951 : Alice au pays des merveilles (Alice in Wonderland), film d'animation de Clyde Geronimi, Wilfred Jackson et Hamilton Luske (voix)
- 1952 : Le Prisonnier de Zenda (The Prisoner of Zenda) de Richard Thorpe
- 1953 : La Reine vierge (Young Bess) de George Sidney
- 1954 : Le Chevalier du roi (The Black Shield of Falworth) de Rudolph Maté
- 1955 : Au service des hommes (A Man called Peter) d'Henry Koster
- 1955 : Mélodie interrompue (Interrupted Melody) de Curtis Bernhardt
- 1956 : Le Cygne (The Swan) de Charles Vidor
- 1957 : Un seul amour (Jeanne Eagels) de George Sidney
- 1960 : Les Voyages de Gulliver (The 3 Worlds of Gulliver) de Jack Sher
- 1960 : La Machine à explorer le temps (The Time Machine) de George Pal
- 1960 : Piège à minuit (Midnight Lace) de David Miller
- 1962 : L'Inquiétante Dame en noir (The Notorious Landlady) de Richard Quine
- 1964 : Mary Poppins de Robert Stevenson
- 1965 : La Mélodie du bonheur (The Sound of Music) de Robert Wise
- 1967 : Les Belles Familles (Rosie !) de David Lowell Rich

### À la télévision (séries)
- 1958-1962 : Alfred Hitchcock présente (Alfred Hitchcock presents)
  - Saison 3, épisode 35 Le Plongeon (Dip in the Pool, 1958) d'Alfred Hitchcock et épisode 38 The Impromptu Murder (1958) de Paul Henreid
  - Saison 4, épisode 8 Safety for the Witness (1958) de Norman Lloyd
  - Saison 5, épisode 35 La Méthode Schartz-Metterklume (The Schartz-Metterklume Method, 1960)
  - Saison 7, épisode 13 The Silk Petticoat (1962) de John Newland
- 1963-1965 : Suspicion (The Alfred Hitchcock Hour)
  - Saison 1, épisode 29 The Dark Pool (1963) de Jack Smight
  - Saison 2, épisode 31 Isabel (1964) d'Alf Kjellin
  - Saison 3, épisode 16 One of the Family (1965) de Joseph Pevney et épisode 22 Thou still Unravished Bride (1965)